# Homoneura nubila
Homoneura nubila är en tvåvingeart som först beskrevs av Axel Leonard Melander 1913.  Homoneura nubila ingår i släktet Homoneura och familjen lövflugor. Inga underarter finns listade i Catalogue of Life.